# カイベー県
カイベー県（カイベーけん、ベトナム語：Huyện Cái Bè / 縣丐𦨭?）はベトナム南部、メコン・デルタ地域のティエンザン省の県名（ベトナムの地方行政区画参照）。水上マーケットで有名で、ホーチミン市からのメコンデルタ日帰りバスツアーなどの目的地のひとつである。

## 行政区画
以下の1市鎮24社から構成される。
- カイベー市鎮（Cái Bè / 丐𦨭）
- アンクー社（An Cư / 安居）
- アンヒュー社（An Hữu / 安有）
- アンタイドン社（An Thái Đông / 安泰東）
- アンタイチュン社（An Thái Trung / 安泰中）
- ドンホアヒエップ社（Đông Hòa Hiệp / 東和協）
- ハウミーバクA社（Hậu Mỹ Bắc A / 厚美北A）
- ハウミーバクB社（Hậu Mỹ Bắc B / 厚美北B）
- ハウミーフー社（Hậu Mỹ Phú / 厚美富）
- ハウミーチン社（Hậu Mỹ Trinh / 厚美貞）
- ハウタイン社（Hậu Thành / 厚成）
- ホアフン社（Hòa Hưng / 和興）
- ホアカイン社（Hòa Khánh / 和慶）
- ミードゥクドン社（Mỹ Đức Đông / 美德東）
- ミードゥクタイ社（Mỹ Đức Tây / 美德西）
- ミーホイ社（Mỹ Hội / 美会）
- ミーロイA社（Mỹ Lợi A / 美利A）
- ミーロイB社（Mỹ Lợi B / 美利B）
- ミールオン社（Mỹ Lương / 美良）
- ミータン社（Mỹ Tân / 美新）
- ミーチュン社（Mỹ Trung / 美中）
- タンフン社（Tân Hưng / 新興）
- タンタイン社（Tân Thanh / 新清）
- ティエンチー社（Thiện Trí / 善智）
- ティエンチュン社（Thiện Trung / 善中）